# Partit Socialista (França)
El Partit Socialista (Parti Socialiste en francès) és un partit polític francès d'esquerres, membre del Partit Socialista Europeu i de la Internacional Socialista.

## Història
El Partit Socialista va ser fundat l'any 1905 amb el nom de Secció Francesa de la Internacional Obrera (Section Française de l'Internationale Ouvrière, en francès, més conegut per l'acrònim SFIO ), en el congrés que unificà els diversos corrents socialistes de França. Hi destacaren, particularment, el Partit Socialista de França de Jules Guesde i Édouard Vaillant, i el Partit Socialista Francès, dirigit per Jean Jaurès. La nova organització tingué una clara definició marxista, però aviat s'hi imposà el reformisme de Jaurès, després de l'assassinat del qual (juliol del 1914) el partit inicià una nova etapa en acceptar la teoria de la unió sagrada i participà en governs de guerra.
Després de la Revolució Russa de 1917, en el Congrés de Tours es produïx una divisió entre els partidaris d'incorporar-se a la Internacional Comunista i els contraris a ella. La majoria dels delegats (3252 vots sobre 4763). accepta les condicions per a l'admissió a la Internacional Comunista i es transforma en la Secció Francesa la Internacional Comunista (Section Française de l'Internationale Communiste, SFIC) futur Partit Comunista Francès. No obstant això la minoria dels delegats i la majoria el grup parlamentari, refusant el vot, decideixen mantenir-se dins de la Segona Internacional reconstituïda després de la Primera Guerra Mundial.
El 1934 la SFIO s'alià amb radicals i comunistes en el Front Popular (1936-38), que portà a la presidència Léon Blum. El 1939 els parlamentaris socialistes votaren novament els crèdits de guerra i els plens poders per al mariscal Henri Philippe Pétain. En instaurar-se la França de Vichy, el partit es dislocà i s'obrí un llarg període de crisi, accentuat per la defensa que feu de l'OTAN, la seva posició sobre la guerra d'Algèria i el suport que donà al general Charles de Gaulle. El 1960 se n'escindí el Parti Socialiste Unifié i, a partir del 1968, s'obrí un període de discussió entre els corrents socialistes, que a la llarga els conduiria a la refundació. Aquesta es produiria l'any 1969 (des d'aleshores s'anomenaria Partit Socialista), quan en el Congrés d'Épinay-sur-Seine es van fusionar el Parti Socialiste (SFIO) i diverses agrupacions i clubs socialistes. Hi fou escollit François Mitterrand com a primer secretari d'un partit socialista renovat, que l'any 1972 adoptà un programa comú amb socialistes i radicals.
En les eleccions presidencials del 1974, François Mitterrand obtingué el 49% dels vots, i en les eleccions presidencials del 1981, amb el suport de comunistes i ecologistes, un triomf que es veié complementat per la majoria absoluta del PS en les legislatives del mateix any, i Pierre Mauroy	formà govern, però la crisi econòmica, diversos revessos electorals i les dissensions internes l'obligaren a renunciar el 1984 sent rellevat per Laurent Fabius, però amb la victòria de Jacques Chirac a les eleccions legislatives franceses de 1986, passà a l'oposició.
Mitterrand, reelecte en 1988, buscava una majoria clara i estable a l'Assemblea Nacional, on l'oposició conservadora tenia un lleuger avantatge, i va dissoldre l'Assamblea per posar fi a la cohabitació. El partit socialista tornà al poder de la mà de Lionel Jospin amb les eleccions legislatives franceses de 1988, el deteriorament de l'economia i les acusacions de corrupció sobre diversos dirigents socialistes provocaren el pitjor resultat en la història del partit en les eleccions legislatives franceses de 1993, en les quals passà de 252 a 70 escons.
Al gener del 1996 morí François Mitterrand, President de la República francesa pel Parti Socialiste del 1981 al 1995. En les eleccions legislatives franceses de 1997 a l'Assemblea Nacional, el PS aconseguí 240 escons i Lionel Jospin fou nomenat primer ministre en substitució d'Alain Juppé.
Al juny del 1997, el Tribunal Correccional de Lió condemnà l'exprimer secretari dels socialistes, Henri Emmanuelli, a 18 mesos de presó per complicitat i encobriment en tràfic d'influències en un sumari relacionat amb el finançament il·legal del PS a Marsella, tot i que no ingressà a la presó.
Després de l'èxit socialista a les eleccions legislatives franceses de 1997, i de l'accés de Lionel Jospin al càrrec de Primer Ministre de França, al novembre l'alcalde de Tulle i diputat François Hollande fou triat per a succeir-lo com a primer secretari del Partit Socialista. Les eleccions regionals del març del 1998 donaren la victòria a les candidatures d'esquerra (moltes encapçalades per dirigents del PS), que sumaren el 36,8% dels vots. Al juny del 1999 se celebraren eleccions al Parlament Europeu, a les quals el PS concorregué en coalició amb el Mouvement des Citoyens i el Parti Radical de Gauche, amb el resultat del 22% dels vots. Lionel Jospin obrí camí a la setmana laboral de 35 hores, treballà per l'adopció de l'euro a França sense imposar polítiques econòmiques de forta austeritat i continuà la política del seu predecessor de privatització de les empreses públiques, fet que li costà fortes crítiques per part dels seus socis de coalició.
A les eleccions legislatives franceses de 2002, el PS obtingué 142 diputats dels 577 que formen l'Assemblea Nacional francesa. Aquest resultat suposà que el Partit Socialista passés a l'oposició. A les eleccions regionals i cantonals de 2004 el Partit Socialista va guanyar 24 de les 26 regions franceses i dos terços dels cantons renovables en un moment en què la popularitat del 2n govern Raffarin estava en el seu nivell més baix, i el juny següent, el PS va obtenir el 28,9% dels vots a les eleccions europees, un rècord per a aquestes eleccions.
Després de la derrota dels socialistes a les eleccions presidencials i legislatives del 2007 i les victòries a les municipals i cantonals del 2008, el Congrés de Reims de 2008 havia de marcar la línia general del partit i nomenar un nou primer secretari en substitució de François Hollande i una nova direcció. El congrés va veure la fragmentació en tres sectors, de Martine Aubry, Bertrand Delanoë i Ségolène Royal, oposades sobre el mètode i la personalitat per dirigir el partit. Finalment, el 25 de novembre de 2008, el consell nacional del partit va validar l'elecció de Martine Aubry amb el 50,04% dels vots emesos. L'ala esquerra del partit, liderada per Jean-Luc Mélenchon va abandonar-lo per a fundar el Partit d'Esquerra.
François Hollande es va convertir en President de la República en guanyar la segona volta de les eleccions presidencials franceses de 2012, i el Partit Socialista va aconseguir la majoria absoluta a les eleccions legislatives franceses de 2012. Hollande va escollir Jean-Marc Ayrault com a primer ministre. El 31 de març de 2014 el govern va dimitir en bloc, després que en les eleccions municipals va perdre l'administració en unes 155 ciutats i es va posicionar al segon lloc per darrere de la Unió per a un Moviment Popular (UMP),
Hollande nomenà Manuel Valls com a primer ministre, amb un govern de coalició de PS, Partit Radical d'Esquerra (PRG), Walwari i Cap sur l'avenir (CSA). mentre François Hollande n'era el president. Valls va dimitir el 25 d'agost de 2014 per permetre'n una remodelació del Gabinet en un context de desavinences al PS, incorporant Parti Écologiste (PÉ) al nou govern. El 27 de gener de 2016 la ministra de Walwari va abandonar el Govern, i l'11 de febrer també van abandonar el govern dos ministres del PÉ.
Hollande va experimentar diverses dificultats polítiques, sobretot amb l'augment de l'atur, les protestes pel dret laboral i la lluita contra el terrorisme islamista, que va fer l'Atemptat contra Charlie Hebdo i els atemptats de París del 13 i 14 de novembre, amb més d'un centenar de persones mortes i va anunciar l'1 de desembre de 2016 que no optaria a la reelecció a les eleccions presidencials franceses de 2017 a causa del deteriorament de la seva valoració a l'opinió pública. Manuel Valls dimití el 6 de desembre per preparar la seva precandidatura a les eleccions presidencials, sent rellevat per Bernard Cazeneuve. El seu mandat finalitzà el 14 de maig de 2017, després de les eleccions presidencials de 2017, que van veure la victòria del seu exministre d'Economia, Indústria i Afers Digitals Emmanuel Macron.

## Situació actual
Després del daltabaix del partit a les eleccions presidencials i les legislatives del 2017 i que diversos càrrecs electes socialistes dissidents s'incorporaven a La République en marche!, el partit que Emmanuel Macron creà en 2016, es convocà un congrés en 2018 a Aubervilliers que escollí Olivier Faure com a secretari general.
En 2023, el Partit Socialista tenia 31 diputats dels 577 que formen l'Assemblea Nacional i 64 escons al Senat, dels 348 que constitueixen aquesta cambra. A les eleccions legislatives franceses de 2024 va formar part de la coalició Nou Front Popular formada pels principals partits polítics d'esquerra de França: Les Écologistes, França Insubmisa, el Partit Comunista Francès i el Partit Socialista i les formacions Place publique, Génération·s, Gauche républicaine et socialiste, Nou Partit Anticapitalista i Gauche écosocialiste, que van acordar la distribució del nombre de candidats i un programa polític comú.

## Resultats electorals

### Eleccions presidencials
| Any  | Candidat            | 1a volta   | 1a volta | 1a volta | 2a volta   | 2a volta | 2a volta | Resultat |
| Any  | Candidat            | Vots       | %        | Pos.     | Vots       | %        | Pos.     | Resultat |
| ---- | ------------------- | ---------- | -------- | -------- | ---------- | -------- | -------- | -------- |
| 1974 | François Mitterrand | 11,044,373 | 43.25    | 1r       | 12,971,604 | 49.19    | 2n       | Derrota  |
| 1981 | François Mitterrand | 7,505,960  | 25.85    | 2n       | 15,708,262 | 51.76    | 1r       | Elegit   |
| 1988 | François Mitterrand | 10,367,220 | 34.10    | 1r       | 16,704,279 | 54.02    | = 1r     | Elegit   |
| 1995 | Lionel Jospin       | 7,097,786  | 23.30    | = 1r     | 14,180,644 | 47.36    | 2n       | Derrota  |
| 2002 | Lionel Jospin       | 4,610,113  | 16.18    | 3r       | N/D        | N/D      | N/D      | Derrota  |
| 2007 | Ségolène Royal      | 9,500,112  | 25.87    | 2n       | 16,790,440 | 46.94    | = 2n     | Derrota  |
| 2012 | François Hollande   | 10,272,705 | 28.63    | 1r       | 18,000,668 | 51.64    | 1r       | Elegit   |
| 2017 | Benoît Hamon        | 2,291,288  | 6.36     | 5è       | N/D        | N/D      | N/D      | Derrota  |
| 2022 | Anne Hidalgo        | 616,478    | 1.75     | 10è      | N/D        | N/D      | N/D      | Derrota  |

### Eleccions legislatives
| Any  | 1a volta  | 1a volta | 1a volta | 2a volta  | 2a volta | 2a volta | Escons    | +/– | Resultat | Note                 |
| Any  | Vots      | %        | Pos.     | Vots      | %        | Pos.     | Escons    | +/– | Resultat | Note                 |
| ---- | --------- | -------- | -------- | --------- | -------- | -------- | --------- | --- | -------- | -------------------- |
| 1973 | 4,559,241 | 19.18%   | = 3r     | 5,564,610 | 23.72%   | 2n       | 89 / 491  | 32  | Oposició | Coalició amb MRG     |
| 1978 | 6,451,151 | 22.58%   | 2n       | 7,212,916 | 28.31%   | 1r       | 104 / 491 | 15  | Oposició |                      |
| 1981 | 9,432,362 | 37.52%   | 1r       | 9,198,332 | 49.25%   | = 1r     | 269 / 491 | 165 | Coalició | Coalició amb MRG     |
| 1986 | 8,693,939 | 31.02%   | = 1r     | N/D       | N/D      | N/D      | 206 / 573 | 63  | Oposició |                      |
| 1988 | 8,493,702 | 34.77%   | = 1r     | 9,198,778 | 45.31%   | = 1r     | 260 / 577 | 54  | Coalició |                      |
| 1993 | 4,415,495 | 17.61%   | 3r       | 6,143,179 | 31.01%   | = 1r     | 59 / 577  | 201 | Oposició |                      |
| 1997 | 5,977,045 | 23.49%   | 1r       | 9,722,022 | 38.20%   | = 1r     | 255 / 577 | 196 | Coalició |                      |
| 2002 | 6,086,599 | 24.11%   | 2n       | 7,482,169 | 35.26%   | 2n       | 140 / 577 | 115 | Oposició |                      |
| 2007 | 6,436,520 | 24.73%   | = 2n     | 8,624,861 | 42.27%   | = 2n     | 186 / 577 | 46  | Oposició |                      |
| 2012 | 7,618,326 | 29.35%   | 1r       | 9,420,889 | 40.91%   | 1r       | 279 / 577 | 93  | Coalició |                      |
| 2017 | 1,685,677 | 7.44%    | 5è       | 1,032,842 | 5.68%    | 4t       | 30 / 577  | 249 | Oposició |                      |
| 2022 | 860,201   | 3.78%    | 7è       | 1,084,909 | 5.23%    | 6è       | 28 / 577  | 2   | Oposició | Coalició dins NUPES  |
| 2024 | 2,774,088 | 8,65%    | 4t       | 2,634,176 | 9,66%    | 3r       | 65 / 577  | 37  | Oposició | Coalició dins el NFP |

### Eleccions senatorials
| Any  | Escons    | Pos. | Resultat |
| ---- | --------- | ---- | -------- |
| 1971 | 49 / 283  | 2n   | Minoria  |
| 1974 | 51 / 283  | 3r   | Minoria  |
| 1977 | 62 / 295  | 1r   | Minoria  |
| 1980 | 69 / 304  | 1r   | Minoria  |
| 1983 | 70 / 317  | 2n   | Minoria  |
| 1986 | 64 / 319  | 3r   | Minoria  |
| 1989 | 66 / 321  | 3r   | Minoria  |
| 1992 | 70 / 321  | 2n   | Minoria  |
| 1995 | 75 / 321  | 2n   | Minoria  |
| 1998 | 78 / 321  | 2n   | Minoria  |
| 2001 | 83 / 321  | 2n   | Minoria  |
| 2004 | 97 / 331  | 2n   | Minoria  |
| 2008 | 116 / 343 | 2n   | Minoria  |
| 2011 | 140 / 348 | 1r   | Majoria  |
| 2014 | 111 / 348 | 2n   | Minoria  |
| 2017 | 78 / 348  | 2n   | Minoria  |
| 2020 | 64 / 348  | 2n   | Minoria  |
| 2023 | 64 / 348  | 2n   | Minoria  |

### Parlament Europeu
| Any  | Líder                      | Vots                  | %                     | Escons  | +/– | Grup |
| ---- | -------------------------- | --------------------- | --------------------- | ------- | --- | ---- |
| 1979 | François Mitterrand        | Coalició PS-MRG       | Coalició PS-MRG       | 20 / 81 | Nou | SOC  |
| 1984 | Lionel Jospin              | 4,188,875             | 20.76 (#2)            | 20 / 81 | =   | SOC  |
| 1989 | Laurent Fabius             | Coalició PS-MRG       | Coalició PS-MRG       | 17 / 87 | 3   | SOC  |
| 1994 | Michel Rocard              | 2,824,173             | 14.49 (#2)            | 15 / 87 | 2   | PES  |
| 1999 | François Hollande          | Coalició PS-PRG       | Coalició PS-PRG       | 18 / 78 | 3   | PES  |
| 2004 | François Hollande          | 4,960,756             | 28.90 (#1)            | 31 / 74 | 13  | PES  |
| 2009 | Martine Aubry              | 2,838,160             | 16.48 (#2)            | 14 / 74 | 17  | S&D  |
| 2014 | Jean-Christophe Cambadélis | Coalició PS-PRG       | Coalició PS-PRG       | 12 / 74 | 2   | S&D  |
| 2019 | Raphaël Glucksmann         | Coalició PS-PRG-PP-ND | Coalició PS-PRG-PP-ND | 3 / 79  | 9   | S&D  |
| 2024 | Raphaël Glucksmann         | Coalició PS-PP        | Coalició PS-PP        | 10 / 81 | 7   | S&D  |

### Eleccions regionals
| Any  | 1a volta  | 1a volta | 1a volta | 2a volta   | 2a volta | 2a volta | Consellers  | Presidents |
| Any  | Vots      | %        | Pos.     | Vots       | %        | Pos.     | Consellers  | Presidents |
| ---- | --------- | -------- | -------- | ---------- | -------- | -------- | ----------- | ---------- |
| 1986 | 8.145.687 | 29,31    | 1r       |            |          |          | 585 / 1.818 | 3 / 26     |
| 1992 | 4.449.707 | 18,07    | 2n       |            |          |          | 362 / 1.877 | 1 / 26     |
| 1998 | 6.979.423 | 31,87    | 1r       |            |          |          | 422 / 1.827 | 8 / 26     |
| 2004 | 8.117.523 | 33,47    | 1r       | 12.737.701 | 49,30    | 1r       | cap valor   | 21 / 26    |
| 2010 | 5.673.912 | 29,14    | 1r       | 10.494.675 | 49,70    | 1r       | 559 / 1.749 | 20 / 26    |
| 2015 | 5.019.723 | 23,41    | 3r       | 7.336.676  | 29,15    | 2n       | 349 / 1.722 | 5 / 17     |
| 2021 | 2.271.295 | 15,47    | 3r       | 2.453.739  | 16,07    | 3r       | 221 / 1.926 | 5 / 17     |

### Eleccions cantonals i departamentals
| Any  | 1a volta  | 1a volta | 1a volta | 2a volta  | 2a volta | 2a volta | Consellers  | Presidents |
| Any  | Vots      | %        | Pos.     | Vots      | %        | Pos.     | Consellers  | Presidents |
| ---- | --------- | -------- | -------- | --------- | -------- | -------- | ----------- | ---------- |
| 1970 | 1.250.083 | 14,80    | 3r       | 840.176   | 18,76    | 2n       | 263 / 1.609 | 24 / 100   |
| 1973 | 1.811.668 | 22,67    | 2n       | N/D       | N/D      | N/D      | 423 / 1.926 | 19 / 100   |
| 1976 | 2.761.068 | 26,59    | 1r       | 1.949.902 | 30,81    | 1r       | 520 / 1.863 | 27 / 101   |
| 1979 | 2.888.345 | 26,96    | 1r       | 2.392.561 | 32,97    | 1r       | 542 / 1.847 | 33 / 101   |
| 1982 | 3.737.015 | 29,71    | 1r       | 2.659.325 | 34,85    | 1r       | 509 / 2.014 | 28 / 101   |
| 1985 | 2.854.519 | 24,85    | 1r       | 2.436.351 | 31,22    | 1r       | 424 / 2.044 | 22 / 100   |
| 1988 | 2.724.452 | 29,98    | 1r       | 2.222.041 | 37,23    | 1r       | 514 / 2.043 | 22 / 100   |
| 1992 | 2.359.750 | 19,01    | 1r       | 2.102.522 | 24,72    | 1r       | 514 / 1.945 | 16 / 100   |
| 1994 | 2.451.892 | 22,49    | 1r       | 2.392.280 | 29,89    | 1r       | 514 / 1.922 | 17 / 100   |
| 1998 | 2.653.660 | 23,94    | 1r       | 2.865.295 | 34,55    | 1r       | 654 / 2.038 | 24 / 100   |
| 2001 | 2.706.319 | 22,16    | 1r       | 2.306.925 | 30,60    | 1r       | 494 / 1.997 | 30 / 100   |
| 2004 | 3.215.054 | 26,21    | 1r       | 4.009.795 | 38,56    | 1r       | 834 / 2.034 | 44 / 100   |
| 2008 | 3.572.789 | 26,74    | 1r       | 2.415.348 | 35,11    | 1r       | 665 / 2.020 | 51 / 100   |
| 2011 | 2.284.967 | 24,94    | 1r       | 2.802.094 | 35,43    | 1r       | 670 / 2.026 | 54 / 101   |
| 2015 | 2.708.427 | 13,30    | 3r       | 2.967.883 | 16,06    | 2n       | 954 / 4.108 | 27 / 98    |
| 2021 | 620 327   | 4,53     |          | 758 225   | 5,71     |          | 738 / 4.108 | 21 / 95    |

### Eleccions municipals
| Any  | 1a volta | 2a volta | Municipis +100.000 | Pos. | Regidors         |
| ---- | -------- | -------- | ------------------ | ---- | ---------------- |
| 1971 |          |          | 8 / 35             |      |                  |
| 1977 |          |          | 14 / 39            |      |                  |
| 1983 |          |          | 9 / 37             |      |                  |
| 1989 |          |          | 15 / 37            |      |                  |
| 1995 |          |          | 18 / 37            |      |                  |
| 2001 |          |          | 17 / 37            |      | 9.775 / 215.560  |
| 2008 | 31,52 %  | 33,33 %  | 26 / 40            | 1r   | 10.457 / 215.560 |
| 2014 | 18,02 %  | 27,61 %  | 15 / 42            | 2n   | 12.278 / 215.560 |
| 2020 | 1,82 %   | 1,95 %   | 14 / 42            | 1r   | 2.569 / 222.818  |

## Primers secretaris
Aquesta és la llista dels primers secretaris del PS:
| Inici | Fi   | Primer secretari           |
| ----- | ---- | -------------------------- |
| 1969  | 1971 | Alain Savary               |
| 1971  | 1981 | François Mitterrand        |
| 1981  | 1988 | Lionel Jospin              |
| 1988  | 1992 | Pierre Mauroy              |
| 1992  | 1993 | Laurent Fabius             |
| 1993  | 1994 | Michel Rocard              |
| 1994  | 1995 | Henri Emmanuelli           |
| 1995  | 1997 | Lionel Jospin              |
| 1997  | 2008 | François Hollande          |
| 2008  | 2012 | Martine Aubry              |
| 2012  | 2014 | Harlem Désir               |
| 2014  | 2017 | Jean-Christophe Cambadélis |
| 2017  | 2018 | Rachid Temal               |
| 2018  |      | Olivier Faure              |